# Les Petits matins (maison d'édition)
 (août 2016).
Si vous disposez d'ouvrages ou d'articles de référence ou si vous connaissez des sites web de qualité traitant du thème abordé ici, merci de compléter l'article en donnant les références utiles à sa vérifiabilité et en les liant à la section « Notes et références ».
Ne pas confondre avec Les Petits Matins, film français sorti en 1962.
Les Petits matins sont une maison d'édition créée en 2005 par Marie-Édith Alouf et Olivier Szulzynger. Elle publie une vingtaine de titres par an, dont principalement des essais.

## Présentation
Les éditions Les petits matins publient des essais qui analysent les évolutions et les transformations de la société, particulièrement ses mutations écologiques et économiques. Du reportage à l’enquête, nourris de témoignages, les livres abordent des thèmes aussi variés que les crises climatique et sociale, la transition écologique et économique, les inégalités, l’économie sociale et solidaire, le féminisme, etc.
Certains livres sont publiés en partenariat avec l’Institut Veblen, le mensuel Alternatives économiques, Le Celsa, entre autres.
Les petits matins publient également au sein de la collection « Les grands soirs », dirigée par Jérôme Mauche, des textes littéraires et poétiques qui allient recherche formelle et souci du réel.